# Cordyceps
Cordyceps es un género de hongos ascomicetos que abarca más de 400 especies descritas.

## Biología
Los hongos del género Cordyceps son parásitos, mayormente de insectos y otros artrópodos (por eso se dice de ellos que son entomopatógenos). Algunos son parásitos de otros hongos.
Si un hongo del género Cordyceps se introduce en un insecto, el micelio lo invade y termina por reemplazar los tejidos del huésped, mientras que el cuerpo fructífero elongado (el estroma) podrá adquirir diversas formas: cilíndrico, ramificado o de formas complejas. El estroma tiene varios peritecios pequeños en forma de botella que contienen ascas. Estas poseen ascosporas filiformes que la mayoría de las veces se abren en fragmentos que son infecciosos.
Algunas especies de este género son capaces de afectar a la conducta de su insecto hospedador. El Cordyceps unilateralis por ejemplo, cuando un insecto es parasitado por este hongo, altera su comportamiento habitual: lo hace subir hasta la parte más alta de una planta antes de morir, liberando esporas que brotan del cadáver del insecto.
Estos hongos tienen una distribución mundial y la mayor parte de sus 400 especies se encuentran en Asia, en especial China, Japón, Corea y Tailandia. Las especies de Cordyceps son especialmente abundantes y diversas en bosques húmedos templados y tropicales. La familia a la que pertenece el género Cordyceps tiene muchos anamorfos (formas asexuales) de los cuales los más conocidos son Beauveria (posiblemente Beauveria bassiana), Metarhizium e Isaria al haber sido utilizados en el control biológico de plagas de insectos.
Algunas especies de Cordyceps son fuentes de sustancias bioquímicas con interesantes propiedades biológicas y farmacológicas como la cordicepina. El anamorfo de Cordyceps subsessilis (Tolypocladium inflatum) es la fuente de la ciclosporina —un medicamento que se usa en el trasplante de órganos humanos como inmunosupresor.
Se conoce en China como zong chao, donde lo usaban solo los emperadores y la élite gobernante buscando la vitalidad y longevidad. La filosofía china enseña que Cordyceps es un elemento que fomenta el equilibrio entre el cuerpo y el alma por lo cual la medicina ancestral lo recomienda para recuperar la armonía de los órganos del cuerpo humano. En 1951 el Dr. Ge Ning Han logró obtener un antibiótico derivado de Cordyceps, el cordycepin, útil para el tratamiento de la tuberculosis.
Pese a que el Cordyceps se ha utilizado durante cientos de años en la medicina tradicional China, no saltó a la fama hasta 1993, cuando corredores chinos de larga distancia rompieron récords mundiales luego de haber consumido tónicos de Cordyceps sinensis. durante sus períodos de entrenamiento. Posteriormente, el uso de Cordyceps y sus productos como medicamentos, alimentos y tónicos ganó gradualmente atención mundial  Según la historia y su uso, el término Cordyceps se ha asociado generalmente a C. sinensis, sin embargo en los últimos años se ha asociado con varias otras especies estrechamente relacionadas que se han descubierto y son de tanto valor medicinal como C. sinensis. Dos de los miembros más destacados, ampliamente explorados y más estudiados del género son C. sinensis y C. militaris
Estudios japoneses iniciados en 1986 encontraron un factor FTX-20 al que se le atribuyen propiedades para evitar el rechazo de órganos trasplantados e injertos de piel. Actualmente hay empresas que cultivan cepas naturales de Cordyceps en cantidad suficiente para cubrir la demanda. El micelio de Cordyceps contiene como principio activo principal adenosina, además de las vitaminas naturales B1, B2 y E. También posee oligoelementos, como zinc, manganeso, selenio, cromo, fósforo, potasio y aminoácidos.[cita requerida]

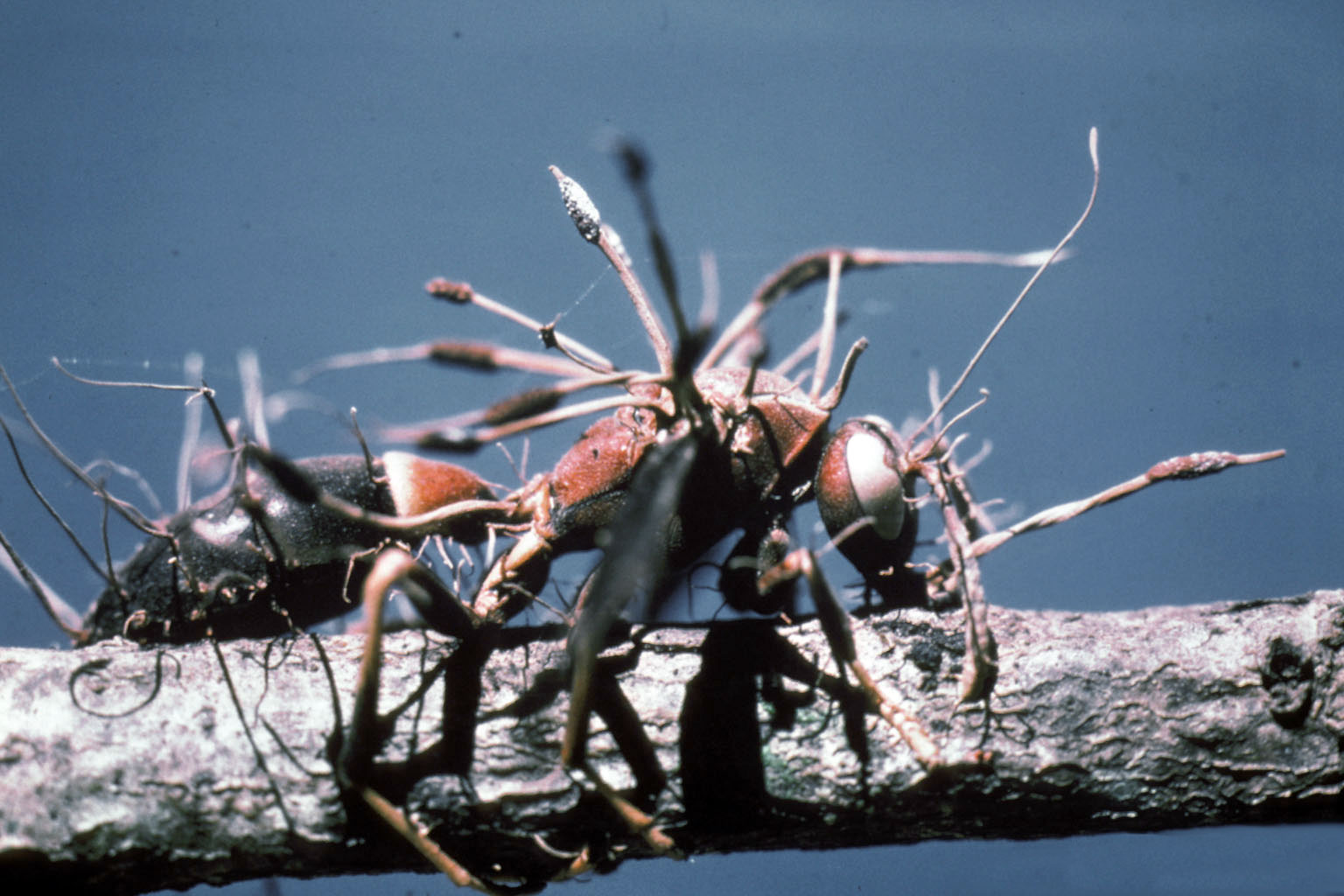
Cordyceps brotando de una avispa
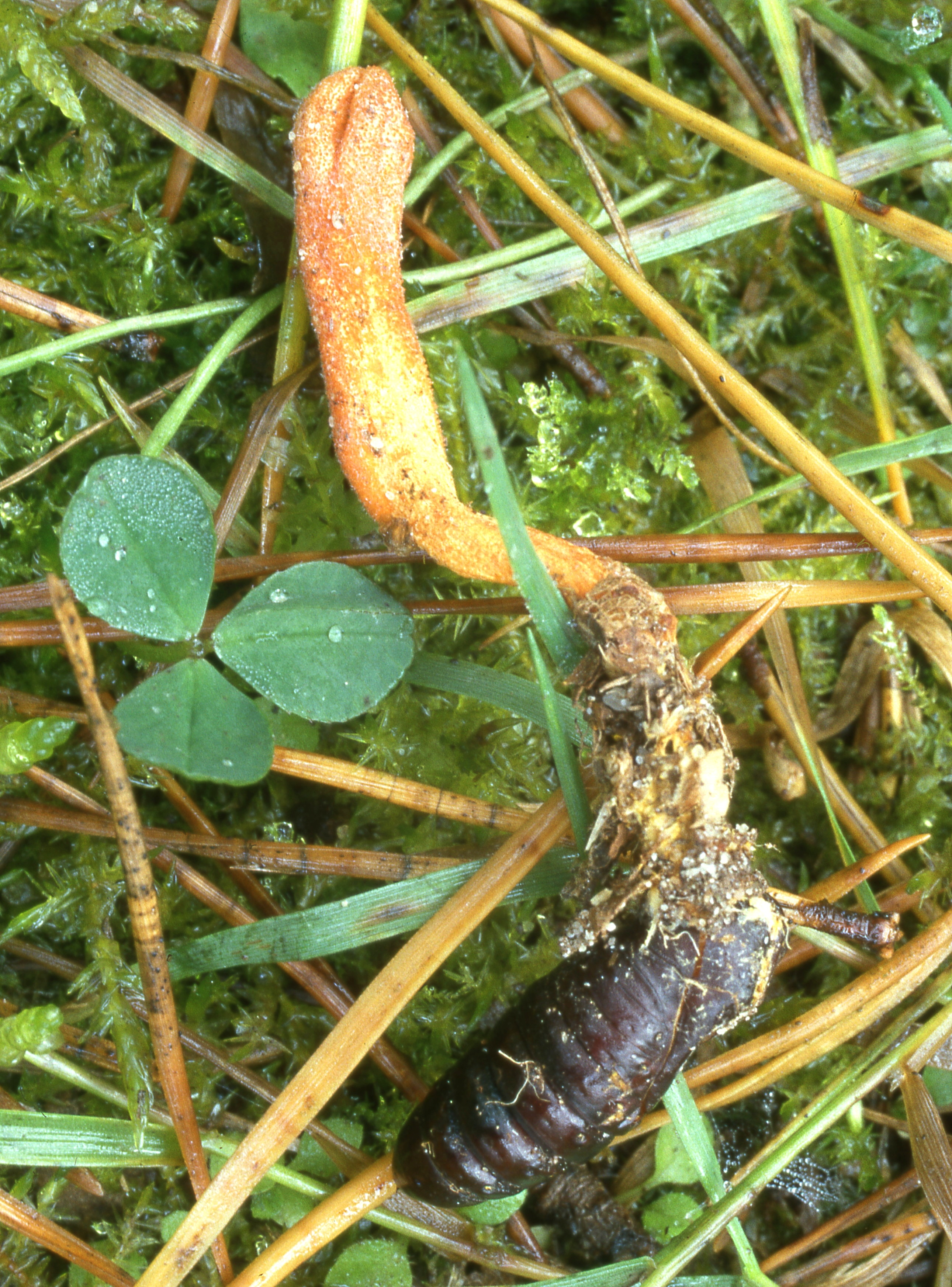
Cordyceps militaris
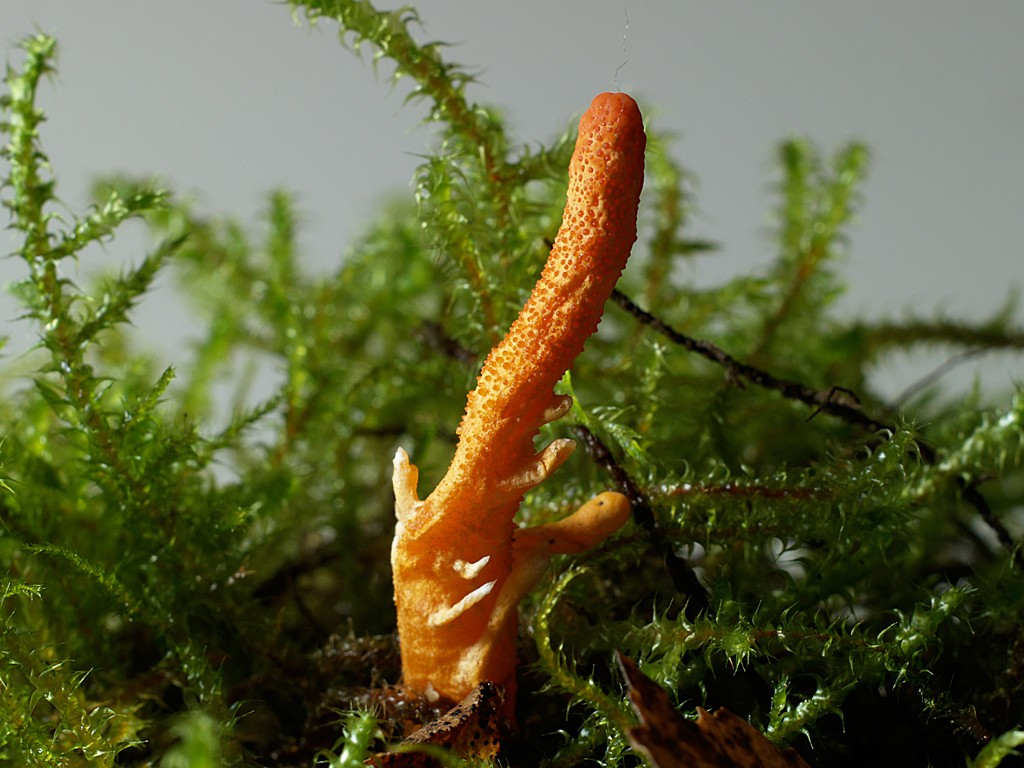
Cordyceps militaris
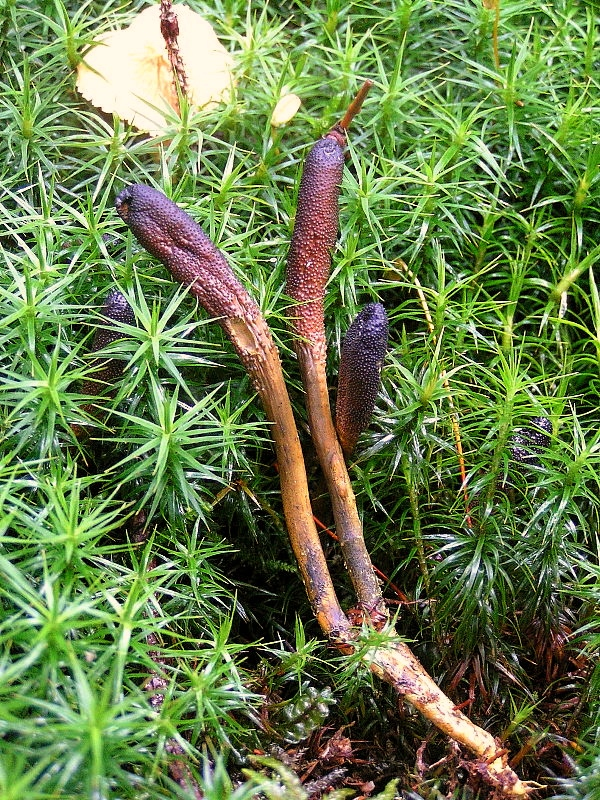
Cordyceps ophioglossoides